# サウスカロライナ州知事選挙
1865年以降、アメリカ合衆国のサウスカロライナ州では、一般投票による州知事選挙を実施している。この選挙システムは1865年の州憲法によって導入され、直接公選制による州知事の選出が規定された。
最初の選挙は1865年に実施され、直接公選制による初代サウスカロライナ州知事にはジェイムズ・ローレンス・オアが選出された。その後1868年からは任期2年として偶数年に州知事選挙が実施された。1926年の選挙からは州知事の任期が4年となったため、以降の州知事選挙も4年毎の実施となった。

## 選挙結果
| 年   | 最多得票者                                                                                | 次点得票者                                                                                   | 票の分布                                                           |
| ---- | ----------------------------------------------------------------------------------------- | -------------------------------------------------------------------------------------------- | ------------------------------------------------------------------ |
| 1865 | ジェイムズ・ローレンス・オア - 所属: 無所属 - 得票数: 9,928 - 得票率: 51.9 %              | ウェイド・ハンプトン - 所属: 無所属 - 得票数: 9,186 - 得票率: 48.1 %                         | 黄色はオアが優勢だった郡、水色はハンプトンが優勢だった郡。         |
| 1868 | ロバート・キングストン・スコット - 所属: 共和党 - 得票数: 69,693 - 得票率: 75.1 %         | ウィリアム・ポーター - 所属: 民主党 - 得票数: 23,057 - 得票率: 24.9 %                        | 赤色はスコットが優勢だった郡、青色はポーターが優勢だった郡。       |
| 1870 | ロバート・キングストン・スコット - 所属: 共和党 - 得票数: 85,071 - 得票率: 62.3 %         | リチャード・カーペンター - 所属: 連合改革党 - 得票数: 51,537 - 得票率: 37.7 %                | 赤色はスコットが優勢だった郡、桃色はカーペンターが優勢だった郡。   |
| 1872 | フランクリン・イズラエル・モーゼス - 所属: 共和党 - 得票数: 69,838 - 得票率: 65.4 %       | ルーベン・トムリンソン - 所属: 独立共和党 - 得票数: 36,533 - 得票率: 34.3 %                  | 赤色はモーゼスが優勢だった郡、桃色はトムリンソンが優勢だった郡。   |
| 1874 | ダニエル・ヘンリー・チェンバレン - 所属: 共和党 - 得票数: 80,403 - 得票率: 53.9 %         | ジョン・グリーン - 所属: 独立共和党 - 得票数: 68,818 - 得票率: 46.1 %                        | 赤色はチェンバレンが優勢だった郡、桃色はグリーンが優勢だった郡。   |
| 1876 | ウェイド・ハンプトン - 所属: 民主党 - 得票数: 92,261 - 得票率: 50.3 %                     | ダニエル・ヘンリー・チェンバレン - 所属: 共和党 - 得票数: 91,127 - 得票率: 49.7 %            | 青色はハンプトンが優勢だった郡、赤色はチェンバレンが優勢だった郡。 |
| 1878 | ウェイド・ハンプトン - 所属: 民主党 - 得票数: 119,550 - 得票率: 99.8 %                    | その他 - 所属: 無所属 - 得票数: 213 - 得票率: 0.2 %                                          | 青色はハンプトンが優勢だった郡。                                   |
| 1880 | ジョンソン・ハーグッド - 所属: 民主党 - 得票数: 117,432 - 得票率: 96.4 %                  | L・W・R・ブレア - 所属: グリーンバック党 - 得票数: 4,277 - 得票率: 3.5 %                     | 青色はハーグッドが優勢だった郡、緑色はブレアが優勢だった郡。       |
| 1882 | ヒュー・スミス・トンプソン - 所属: 民主党 - 得票数: 67,158 - 得票率: 79.0 %               | ヘンドリックス・マクレーン - 所属: グリーンバック党 - 得票数: 17,719 - 得票率: 20.8 %        | 青色はトンプソンが優勢だった郡、緑色はマクレーンが優勢だった郡。   |
| 1884 | ヒュー・スミス・トンプソン - 所属: 民主党 - 得票数: 67,895 - 得票率: 100 %                | 対立候補なし                                                                                 | 青色はトンプソンが優勢だった郡。                                   |
| 1886 | ジョン・ピーター・リチャードソン - 所属: 民主党 - 得票数: 33,114 - 得票率: 100 %          | 対立候補なし                                                                                 | 青色はリチャードソンが優勢だった郡。                               |
| 1888 | ジョン・ピーター・リチャードソン - 所属: 民主党 - 得票数: 58,730 - 得票率: 100 %          | 対立候補なし                                                                                 | 青色はリチャードソンが優勢だった郡。                               |
| 1890 | ベン・ティルマン - 所属: 民主党 - 得票数: 59,159 - 得票率: 79.8 %                         | アレクサンダー・チヴス・ハスケル - 所属: 純粋民主党 - 得票数: 14.828 - 得票率: 20.0 %        | 青色はティルマンが優勢だった郡、水色はハスケルが優勢だった郡。     |
| 1892 | ベン・ティルマン - 所属: 民主党 - 得票数: 56,673 - 得票率: 100 %                          | 対立候補なし                                                                                 | 青色はティルマンが優勢だった郡。                                   |
| 1894 | ジョン・ゲイリー・エヴァンズ - 所属: 民主党 - 得票数: 39,507 - 得票率: 69.6 %             | サンプソン・ポウプ - 所属: 無所属 - 得票数: 17,278 - 得票率: 30.4 %                          | 青色はエヴァンズが優勢だった郡、桃色はポウプが優勢だった郡。       |
| 1896 | ウィリアム・ハーゼルデン・エラーブ - 所属: 民主党 - 得票数: 59,424 - 得票率: 89.1 %       | サンプソン・ポウプ - 所属: 再編共和党 - 得票数: 4,432 - 得票率: 6.6 %                        | 青色はエラーブが優勢だった郡、桃色はポウプが優勢だった郡。         |
| 1898 | ウィリアム・ハーゼルデン・エラーブ - 所属: 民主党 - 得票数: 28,225 - 得票率: 100 %        | 対立候補なし                                                                                 | 青色はエラーブが優勢だった郡。                                     |
| 1900 | マイルズ・ベンジャミン・マクスウィーニー - 所属: 民主党 - 得票数: 46,457 - 得票率: 100 %  | 対立候補なし                                                                                 | 青色はマクスウィーニーが優勢だった郡。                             |
| 1902 | ダンカン・クリンチ・ヘイワード - 所属: 民主党 - 得票数: 31,817 - 得票率: 100 %            | 対立候補なし                                                                                 | 青色はヘイワードが優勢だった郡。                                   |
| 1904 | ダンカン・クリンチ・ヘイワード - 所属: 民主党 - 得票数: 51,917 - 得票率: 100 %            | 対立候補なし                                                                                 | 青色はヘイワードが優勢だった郡。                                   |
| 1906 | マーティン・フレデリック・アンゼル - 所属: 民主党 - 得票数: 30,251 - 得票率: 100 %        | 対立候補なし                                                                                 | 青色はアンゼルが優勢だった郡。                                     |
| 1908 | マーティン・フレデリック・アンゼル - 所属: 民主党 - 得票数: 61,060 - 得票率: 100 %        | 対立候補なし                                                                                 | 青色はアンゼルが優勢だった郡。                                     |
| 1910 | コールマン・リヴィングストン・ブリーズ - 所属: 民主党 - 得票数: 30,739 - 得票率: 100 %    | 対立候補なし                                                                                 | 青色はブリーズが優勢だった郡。                                     |
| 1912 | コールマン・リヴィングストン・ブリーズ - 所属: 民主党 - 得票数: 44,122 - 得票率: 99.5 %   | R.B. ブリットン - 所属: 社会党 - 得票数: 208 - 得票率: 0.5 %                                 | 青色はブリーズが優勢だった郡。                                     |
| 1914 | リチャード・アーヴァイン・マニング3世 - 所属: 民主党 - 得票数: 34,600 - 得票率: 99.8 %    | R.B. ブリットン - 所属: 社会党 - 得票数: 83 - 得票率: 0.2 %                                  | 青色はマニングが優勢だった郡。                                     |
| 1916 | リチャード・アーヴァイン・マニング3世 - 所属: 民主党 - 得票数: 60,405 - 得票率: 97.9 %    | コールマン・リビングストン・ブリーズ - 所属: 無所属 - 得票数: 1,089 - 得票率: 1.8 %          | 青色はマニングが優勢だった郡。                                     |
| 1918 | ロバート・アーチャー・クーパー - 所属: 民主党 - 得票数: 25,267 - 得票率: 100 %            | 対立候補なし                                                                                 | 青色はマニングが優勢だった郡。                                     |
| 1920 | ロバート・アーチャー・クーパー - 所属: 民主党 - 得票数: 58,050 - 得票率: 100 %            | 対立候補なし                                                                                 | 青色はマニングが優勢だった郡。                                     |
| 1922 | トマス・ゴールデン・マクロード - 所属: 民主党 - 得票数: 34,065 - 得票率: 100 %            | 対立候補なし                                                                                 | 青色はマクロードが優勢だった郡。                                   |
| 1924 | トマス・ゴールデン・マクロード - 所属: 民主党 - 得票数: 53,545 - 得票率: 100 %            | 対立候補なし                                                                                 | 青色はマクロードが優勢だった郡。                                   |
| 1926 | ジョン・ガードナー・リチャーズ・ジュニア - 所属: 民主党 - 得票数: 16,589 - 得票率: 100 %  | 対立候補なし                                                                                 | 青色はリチャーズが優勢だった郡。                                   |
| 1930 | イブラ・チャールズ・ブラックウッド - 所属: 民主党 - 得票数: 17,790 - 得票率: 100 %        | 対立候補なし                                                                                 | 青色はブラックウッドが優勢だった郡。                               |
| 1934 | オーリン・ジョンストン - 所属: 民主党 - 得票数: 23,177 - 得票率: 100 %                    | 対立候補なし                                                                                 | 青色はジョンストンが優勢だった郡。                                 |
| 1938 | バーネット・レット・メイバンク - 所属: 民主党 - 得票数: 49,009 - 得票率: 99.4 %           | ジョセフ・オーガスティス・トルバート - 所属: 共和党 - 得票数: 283 - 得票率: 0.6 %            | 青色はメイバンクが優勢だった郡。                                   |
| 1942 | オーリン・ジョンストン - 所属: 民主党 - 得票数: 23,859 - 得票率: 100 %                    | 対立候補なし                                                                                 | 青色はジョンストンが優勢だった郡。                                 |
| 1946 | ストローム・サーモンド - 所属: 民主党 - 得票数: 23,859 - 得票率: 100 %                    | 対立候補なし                                                                                 | 青色はサーモンドが優勢だった郡。                                   |
| 1950 | ジェイムズ・F・バーンズ - 所属: 民主党 - 得票数: 23,859 - 得票率: 100 %                   | 対立候補なし                                                                                 | 青色はバーンズが優勢だった郡。                                     |
| 1954 | ジョージ・ベル・ティンマーマン・ジュニア - 所属: 民主党 - 得票数: 214,204 - 得票率: 100 % | 対立候補なし                                                                                 | 青色はティンマーマンが優勢だった郡。                               |
| 1958 | アーネスト・ホリングス - 所属: 民主党 - 得票数: 77,714 - 得票率: 100 %                    | 対立候補なし                                                                                 | 青色はホリングスが優勢だった郡。                                   |
| 1962 | ドナルド・スチュアート・ラッセル - 所属: 民主党 - 得票数: 253,704 - 得票率: 100 %         | 対立候補なし                                                                                 | 青色はラッセルが優勢だった郡。                                     |
| 1966 | ロバート・エヴァンダー・マクネア - 所属: 民主党 - 得票数: 255,854 - 得票率: 58.2 %        | ジョセフ・ロジャーズ・ジュニア - 所属: 共和党 - 得票数: 184,088 - 得票率: 41.8 %             | 青色はマクネアが優勢だった郡、赤色はロジャーズが優勢だった郡。     |
| 1970 | ジョン・カール・ウェスト - 所属: 民主党 - 得票数: 251,151 - 得票率: 52.1 %                | アルバート・ワトソン - 所属: 共和党 - 得票数: 221,236 - 得票率: 45.9 %                       | 青色はマクネアが優勢だった郡、赤色はロジャーズが優勢だった郡。     |
| 1974 | ジェイムズ・バーロウズ・エドワーズ - 所属: 共和党 - 得票数: 266,109 - 得票率: 50.9 %      | ブライアン・ドーン - 所属: 民主党 - 得票数: 248,938 - 得票率: 47.6 %                         | 赤色はエドワーズが優勢だった郡、青色はドーンが優勢だった郡。       |
| 1978 | リチャード・ウィルソン・ライリー - 所属: 民主党 - 得票数: 384,898 - 得票率: 61.3 %        | エドワード・ヤング - 所属: 共和党 - 得票数: 236,946 - 得票率: 37.7 %                         | 青色はライリーが優勢だった郡、赤色はヤングが優勢だった郡。         |
| 1982 | リチャード・ウィルソン・ライリー - 所属: 民主党 - 得票数: 468,787 - 得票率: 69.8 %        | ウィリアム・ダグラス・ワークマン・ジュニア - 所属: 共和党 - 得票数: 202,806 - 得票率: 30.2 % | 青色はライリーが優勢だった郡、赤色はワークマンが優勢だった郡。     |
| 1986 | キャロル・キャンベル・ジュニア - 所属: 共和党 - 得票数: 384,565 - 得票率: 51.0 %          | マイケル・ダニエル - 所属: 民主党 - 得票数: 361,328 - 得票率: 47.9 %                         | 赤色はキャンベルが優勢だった郡、青色はダニエルが優勢だった郡。     |
| 1990 | キャロル・キャンベル・ジュニア - 所属: 共和党 - 得票数: 528,831 - 得票率: 69.5 %          | セオ・ミッチェル - 所属: 民主党 - 得票数: 212,048 - 得票率: 27.8 %                           | 赤色はキャンベルが優勢だった郡、青色はミッチェルが優勢だった郡。   |
| 1994 | デイヴィッド・ビーズリー - 所属: 共和党 - 得票数: 470,756 - 得票率: 50.4 %                | ニック・セオドア - 所属: 民主党 - 得票数: 447,002 - 得票率: 47.9 %                           | 赤色はビーズリーが優勢だった郡、青色はセオドアが優勢だった郡。     |
| 1998 | ジム・ホッジス - 所属: 民主党 - 得票数: 570,070 - 得票率: 53.3 %                          | デイヴィッド・ビーズリー - 所属: 共和党 - 得票数: 484,088 - 得票率: 45.3 %                   | 青色はホッジスが優勢だった郡、赤色はビーズリーが優勢だった郡。     |
| 2002 | マーク・サンフォード - 所属: 共和党 - 得票数: 585.422 - 得票率: 52.9 %                    | ジム・ホッジス - 所属: 民主党 - 得票数: 521,140 - 得票率: 47.0 %                             | 赤色はサンフォードが優勢だった郡、青色はホッジスが優勢だった郡。   |
| 2006 | マーク・サンフォード - 所属: 共和党 - 得票数: 601.868 - 得票率: 55.1 %                    | トミー・ムーア - 所属: 民主党 - 得票数: 489.076 - 得票率: 44.8 %                             | 赤色はサンフォードが優勢だった郡、青色はムーアが優勢だった郡。     |
| 2010 | ニッキー・ヘイリー * 所属: 共和党 * 得票数: 674,103 * 得票率: 51.4%                       | ヴィンセント・シェイーン * 所属: 民主党 * 得票数: 617,427 * 得票率: 47.1%                    | 赤色はヘイリーが優勢だった郡、青色はシェイーンが優勢だった郡。     |
| 2014 | ニッキー・ヘイリー * 所属: 共和党 * 得票数: 696,645 * 得票率: 55.9%                       | ヴィンセント・シェイーン * 所属: 民主党 * 得票数: 516,166 * 得票率: 41.4%                    | 赤色はヘイリーが優勢だった郡、青色はシェイーンが優勢だった郡。     |
| 2018 | ヘンリー・マクマスター * 所属: 共和党 * 得票数: 921,342 * 得票率: 54.0%                   | ジェームズ・スミス * 所属: 民主党 * 得票数: 784,182 * 得票率: 45.9%                          | 赤色はマクマスターが優勢だった郡、青色はスミスが優勢だった郡。     |
| 2022 | ヘンリー・マクマスター * 所属: 共和党 * 得票数: 988,501 * 得票率: 58.1%                   | ジョー・カニンガム * 所属: 民主党 * 得票数: 692,691 * 得票率: 40.7%                          | 赤色はマクマスターが優勢だった郡、青色はカニンガムが優勢だった郡。 |